# Munneurycope incisa
Munneurycope incisa är en kräftdjursart som först beskrevs av Gurjanova 1946.  Munneurycope incisa ingår i släktet Munneurycope och familjen Munnopsidae. Inga underarter finns listade i Catalogue of Life.